# René Weil
René Weil (Hanoi, 20 settembre 1917 – Uigh El Kébir, 26 dicembre 1942) è stato un militare e aviatore francese, particolarmente distintosi nel corso della seconda guerra mondiale. Decorato con l'Ordre de la Libération e la Croix de guerre 1939-1945, Mort pour la France.

## Biografia
Nacque ad Hanoi, Indocina francese, il 20 settembre 1917, dove suo padre si era stabilito dopo aver lasciato l'Alsazia, annessa all'Impero tedesco nel 1890.
Rimasto orfano di padre nel 1925, lui, suo fratello e le sue due sorelle furono riportati in Francia e i due ragazzi mandati in un orfanotrofio a Coutances, nel dipartimento della Manica.
Studente dell'École Normale, appassionato di aviazione, scelse infine la carriera di pilota ed entrò alla Scuola di pilotaggio di Istres, dove ottenne il brevetto di pilota militare nell'ottobre del 1936.
Era di stanza nell'Africa Occidentale Francese (AOF) quando scoppiò la seconda guerra mondiale. Appreso della firma dell'armistizio del 22 giugno 1940, decise di continuare a combattere.
Il 10 settembre 1940, lui e il sergente mitragliere Louis Prandi, durante un volo di addestramento, lasciarono Gao (Mali) a bordo di un Potez 25 per raggiungere la Nigeria britannica e arruolarsi nelle Forces aériennes françaises libres (FAFL).
Fece inizialmente parte del Distaccamento permanente dell'aeronautica militare del Ciad (DPFAT), con il quale partecipò al raid su Cufra (Libia) nel febbraio 1941 a sostegno della colonna del generale Philippe Leclerc de Hauteclocque.
Entrò poi a far parte della Escadrille "Nantes" del Groupe de bombardement Bretagne fin dalla sua creazione, all'inizio del 1942.
Con il "Bretagne", effettuò missioni di bombardamento su Murzuch in Libia nel marzo 1942, anno in cui venne promosso maresciallo. Nel dicembre 1942 prese parte alla seconda campagna del Fezzan nel deserto libico.
Il sottufficiale aveva già completato 18 missioni di guerra e ricevette un encomio quando, nella tarda mattinata del 26 dicembre 1942, il suo bombardiere Martin 167 Maryland fu colpito dal fuoco antiaereo italiano durante un attacco a Gatroum. Il suo piede sinistro fu tranciato da un proiettile; trovandosi a bassa quota, riuscì a sollevare l'aereo prima di perdere conoscenza. Il suo navigatore, il sottotenente Jean Netter, riuscì a riportare il bombardiere a Uigh El Kébir dove atterrò in emergenza sul ventre. Ma, a causa di un'emorragia, morì poche ore dopo.
Riportato in aereo in Ciad, venne sepolto il giorno dopo in un piccolo cimitero vicino a Zouar.